# Poder Judicial de Brasil

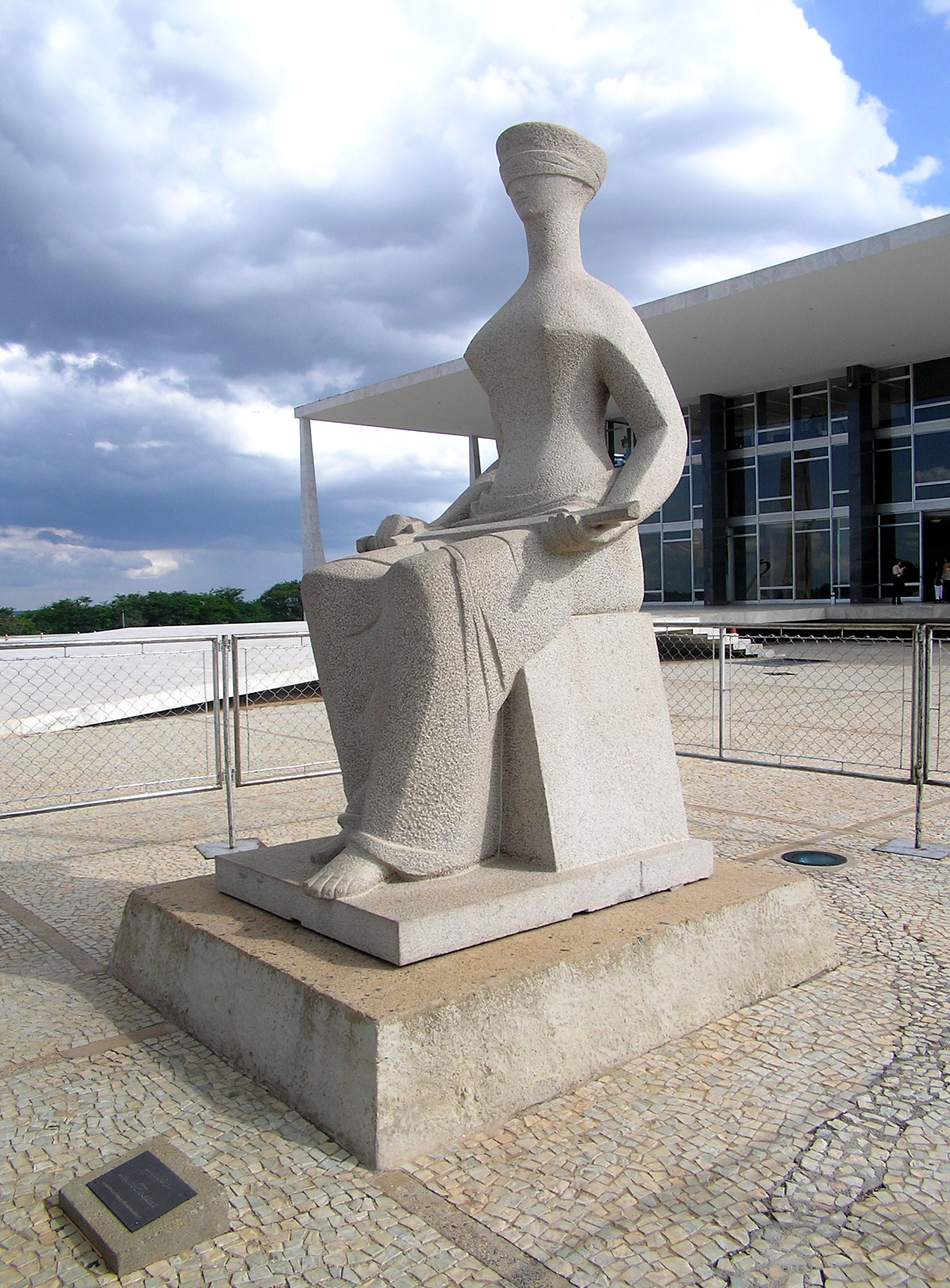
Estatua A Justiça por Alfredo Ceschiatti, frente al Supremo Tribunal Federal.

El Poder Judicial de Brasil es el conjunto de órganos públicos a los cuales la Constitución Federal brasileña atribuye la función jurisdiccional. 
El Poder Judicial está regulado por la Constitución Federal (la actual es de 1988) en los artículos 96 a 126.

## Funciones del Poder Judicial
En general, los órganos judiciales brasileños ejercen dos papeles. El primero, de carácter histórico, es la función jurisdiccional, también llamada jurisdicción. Se trata de la obligación y prerrogativa de resolver los conflictos de intereses en el caso concreto, a través de un proceso judicial, aplicando de normas generales y abstractas.
El segundo papel es el control de constitucionalidad. Teniendo en vista que las normas jurídicas solo son válidas si se conforman a la Constitución Federal, el ordenamiento jurídico brasileño establece un mecanismo para evitar que los actos legislativos y administrativos contraríen las reglas o los principios constitucionales. La Constitución Federal adopta, para el control de constitucionalidad, un sistema difuso (todos los órganos del Poder Judicial pueden ejercelo en sus decisiones, siendo válidas solo para los casos concretos que aprecian), aunque reconoce un sistema concentrado en algunos casos (ciertas autoridades o cargos públicos poseen la prerrogativa de invocar la inconstitucionalidad de una ley o acto normativo, federal o estadual, ante el Supremo Tribunal Federal, por medio de la acción directa de inconstitucionalidad; en ese caso, la decisión favorable ataca la ley o acto normativo en cuestión).

## Clasificación de los órganos judiciales
Los órganos judiciales brasileños pueden ser clasificados en cuanto al número de jueces (órganos singulares y colegiados), en cuanto a la materia (órganos de justicia común y de justicia especial) y desde el punto de vista federativo (órganos estaduales y federales). 
Un Tribunal Regional Federal es un órgano colegiado, mientras que un juez Federal es considerado órgano singular. De la misma manera, el Tribunal de Justicia de un estado es órgano colegiado, siendo el Juez de Derecho (Juiz de Direito) un órgano singular.
Los Tribunales y Jueces estaduales, los Tribunales Regionales Federales y los Jueces Federales son considerados órganos de justicia comúm. Mientras los Tribunales y Jueces del Trabajo, Electorales y Militares forman la justicia especial, por decidir sobre materias específicas de cada área de actuación.

## Órganos judiciales
Los siguientes órganos del Poder Judicial brasileño ejercen la función jurisdiccional:
- Supremo Tribunal Federal.
- Tribunal Superior de Justicia.
- Tribunales Regionales Federales y Jueces Federales.
- Tribunales y Jueces del Trabajo.
- Tribunales y Jueces Electorales.
- Tribunales y Jueces Militares.
- Tribunales y Jueces de los Estados, del Distrito Federal y de Territorios.

### Supremo Tribunal Federal
El Supremo Tribunal Federal (STF) es el guardián de la Constitución Federal. Le compete, entre otras tareas, juzgar las causas en que está en juego una alegación de violación de la Constitución Federal, que hace al apreciar una acción directa de inconstitucionalidad o un recurso contra una decisión que, se ha alegado, viola en lo dispositivo la Constitución.
El STF se compone de 11 Ministros, aprobados por el Senado Federal y nombrados por el Presidente de la República.

### Tribunal Superior de Justicia
El Tribunal Superior de Justicia (en portugués Superior Tribunal de Justiça o STJ) es el guardián de la uniformidad de la interpretación de las leyes federales. Desempeña esta tarea al juzgar las causas, decididas por los Tribunales Regionales Federales o por los  Tribunales de los Estados de Estados, del Distrito Federal y de los Territorios, que contrarien una ley federal o que den a una ley federal una interpretacción diversa de la atribuida por otro Tribunal.
El STJ se compone de 33 Ministros, nombrados por el Presidente de la República dentro de los Jueces, Desembargadores, abogados y miembros del Ministerio Público, con base en un sistema previsto en la Constitución Federal.

### Justicia Federal
Son órganos de la Justicia Federal los Tribunales Regionales Federales (TRFs) y los Jueces Federales. La Justicia Federal juzga, entre otras, las causas en que sea parte la Unión, una autarquía o empresa pública federal. Los TRFs deciden en grado de recurso las causas apreciadas en primera instancia por los Jueces Federales.

### Justicia del Trabajo
Los órganos de la Justicia del Trabajo son el Tribunal Superior del Trabajo (TST), los Tribunales Regionales del Trabajo (TRTs) y los Jueces del Trabajo. Le compete juzgar las causas relativas a las relaciones de trabajo. Los Jueces del Trabajo forman la primera instancia de la Justicia del Trabajo y sus decisiones son apreciadas en grado de recurso por los TRTs. El TST, entre otras atribuciones, vela por la uniformidad de la decisiones de la Justicia del Trabajo.

### Justicia Electoral
Son órganos de la Justicia Electoral el Tribunal Superior Electoral (TSE), los Tribunales Regionales Electorales (TREs), los Jueces Electorales y las Juntas Electorales. Le compete juzgar las causas relativas a la legislación electoral. Los TREs deciden en grado de recurso las causas apreciadas en primera instancia por los Jueces Electorales. El TSE, entre otras atribuciones, vela por la uniformidad de las decisiones de la Justicia Electoral. 
La Justicia Electoral desempeña, además, un papel administrativo, de organización y normatización de las elecciones en Brasil.
La composición de la Justicia Electoral es sui generis, puesto que sus integrantes son escoGidos entre jueces de otros órganos judiciales brasileños (inclusive estaduales) y sirven por tiempo determinado.

### Justicia Militar
La Justicia Militar se compone del Tribunal Superior Militar (en portugués Superior Tribunal Militar o STM) y de los Tribunales y Jueces Militares, con competencia para juzgar los crímenes militares definidos en la ley.
En Brasil, la Constitución Federal organiza la Justicia Militar tanto en los Estados como en la Unión. La Justicia Militar Estadual existe en 26 Estados-miembros de la Federación y en el Distrito Federal, siendo constituida en primera instancia por el Juez de Derecho (Juiz de Direito) y por los Consejos de Justicia, Especial y Permanente, presididos por un juez de Derecho. En segunda instancia, los Estados de Minas Gerais, São Paulo y Rio Grande do Sul por los Tribunales de Justicia Militar y en los demás Estados por los Tribunales de Justicia.

### Justicia Estadual
La Constitución Federal determina que los estados organicen una Justicia Estadual, observando los principios constitucionales federales. Como regla general, la Justicia Estadual se compone de dos instancias, un Tribunal de Justicia (TJ) y los Jueces Estaduales. Un TJ decide en grado de recurso las causas apreciadas en primera instancia por los Jueces Estaduales. Compete a la Justicia Estadual juzgar todas las causas que no sean de competencia de los demás órganos del Poder Judicial de Brasil. 
La Constitución Federal establece que los estados instituyan un medio de representación de inconstitucionalidad de las leyes y actos normativos estaduales o municipales frente a la Constitución Estadual (art. 125, §2º), generalmente apreciada por el TJ. Los Estados están facultado para crear una justicia militar estadual, con competencia sobre la policía militar estadual.
Los integrantes de los TJs son llamados Desembargadores. Tradicionalmente, los Jueces Estaduales son llamados Jueces de Derecho (Juízes de Direito).
Muy importante hablar: los jueces estaduales son iguales en poder a los jueces federales. Los dos tienem los mismos poderes.

## Principios y garantías de la magistratura
Para poder desempeñar sus funciones con imparcialidad, el Poder Judicial dispone de principios y garantías previstas en la Constitución Federal, tales como ingreso a la carrera judicial por medio de un concurso público, publicidad de los actos judiciales, permanencia vitalicia en el cargo, inamovibilidad, irreductibilidad de los ingresos, prohibición del ejercicio de otra función y prohibición del ejercicio de actividad político-partidistas.